# Mercury MA-7

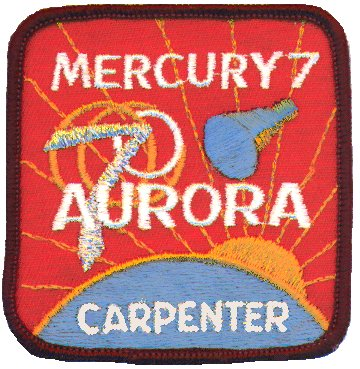
Mercury-Atlas 7 (MA-7)

Mercury MA-7 is de vierde bemande ruimtevlucht in het kader van het Amerikaanse Mercury programma. De capsule genaamd Aurora 7 werd gelanceerd met een Atlas raket.
Scott Carpenter vloog drie maal rond de aarde. Bij de landing raakte de capsule enigszins uit koers, waardoor de capsule zo'n 400 km naast de beoogde plek terechtkwam.
vluchtgegevens:
- lancering:
  - tijd: 24 mei 1962 12:45 GMT
  - plaats: Cape Canaveral Air Force Station, Verenigde Staten (lanceercomplex LC14)
- landing:
  - tijd: 24 mei 1962 17:41 GMT
  - plaats: 19° 29' N, 64° 5' W, Atlantische Oceaan
- duur van de vlucht: 0,206 dagen (0 dagen 4 uur 56 min.)
- bemanning: Scott Carpenter (Eerste en enige ruimtevlucht)